# Jardines del Egipto antiguo

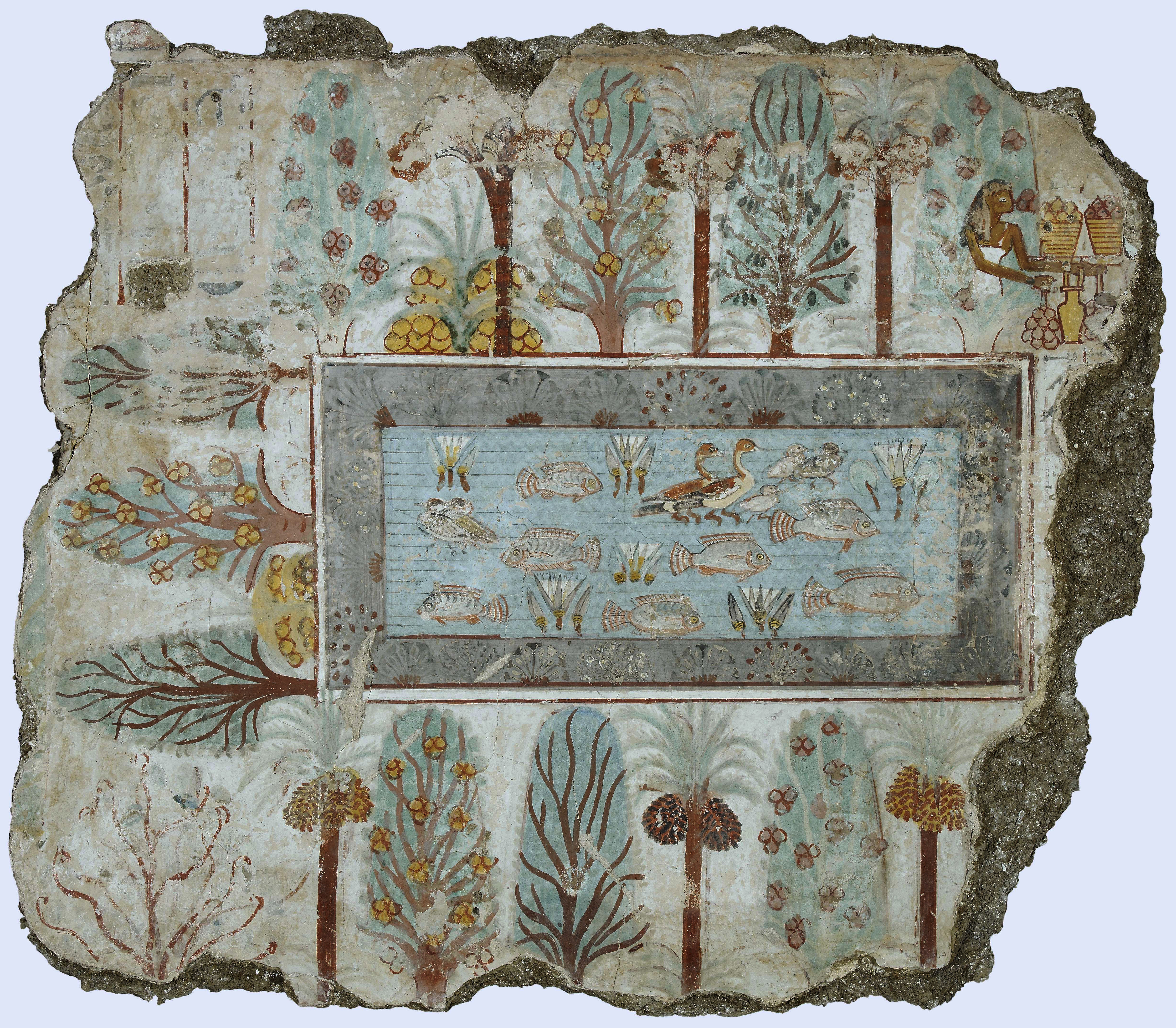
Estanque rectangular con peces y patos, alrededor del cual hay plantados lotos, palmeras datileras y árboles frutales. Fragmento de un fresco de la tumba de Nebamun, Tebas, Dinastía XVIII.

El antiguo nombre de Egipto, llamado Kemet o tierra negra, deriva de los fértiles limos negros depositados por las inundaciones del río Nilo. Esta tierra fértil, que recibe el agua gracias a una extensa red de diques y canales, constantemente renovados, está dedicada principalmente al cereal. Debido a ello, los árboles y las flores son escasos, motivo por el cual el jardín es contemplado como un vergel donde la flora se cuida con la mayor atención. 
Los jardines del Antiguo Egipto comenzaron probablemente como sencillos huertos de árboles frutales y de hortalizas, regados con agua del río. Poco a poco, a medida que el país prosperaba,  evolucionaron hacia jardines ornamentales, con flores, estanques, senderos y árboles frutales y de sombra. Normalmente el jardín egipcio se disponía en torno a un estanque cubierto de lotos y de papiros, plantas heráldicas del Alto Egipto y del Bajo Egipto. Los templos, palacios y residencias privadas tenían sus propios jardines. En ocasiones, se depositaban en las tumbas maquetas de los mismos para que sus moradores pudieran disfrutarlos en el más allá.
Estos jardines, simétricos y rígidos, dan una idea de la civilización egipcia. Eran tan singulares que no admitían influencias exteriores, ni siquiera de la cercana Mesopotamia y sus paradeisos; por ello se consideran las antípodas de los jardines asiáticos.

## Historia de los jardines egipcios

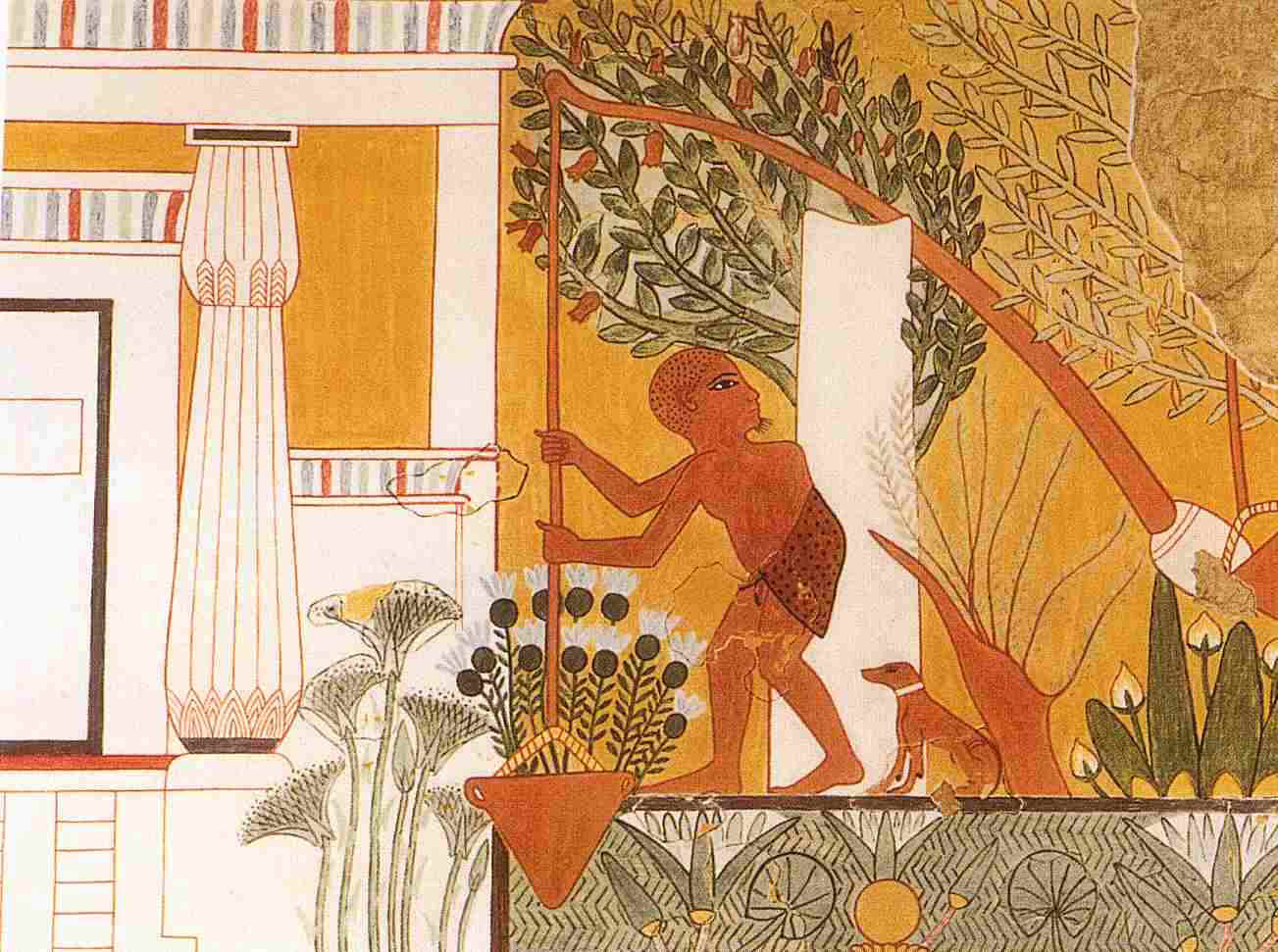
Escena de un jardinero usando un shaduf. Tumba de Ipuy en Deir el-Medina, orilla oeste de Tebas, TT217

La historia y naturaleza de los jardines del Antiguo Egipto, como en otros  aspectos de su vida, dependía del Nilo y de su red de canales de los cuales se extraía el agua. Inicialmente, esta se sacaba del río mediante cubos de cuero y era llevada en hombros hasta los jardines. Más tarde, aproximadamente a partir del siglo IV a. C., el agua se elevaba desde pozos mediante montacargas con contrapesos llamados shadouf en árabe.  Los primeros huertos consistían en parterres de siembra divididos en rectángulos mediante muros de tierra, de manera que el agua permanecía estancada y empapaba el suelo. Estos jardines pertenecían a templos o a residencias, se situaban cerca del río o de los canales y su uso principal era el cultivo de hortalizas. A principios del Imperio Nuevo comenzaron a formar parte de residencias más lujosas, y a veces se rodeaban con un muro perimetral. Los jardines de los templos se empleaban para cultivar determinadas plantas usadas en sus ceremonias.

## Jardines en palacios

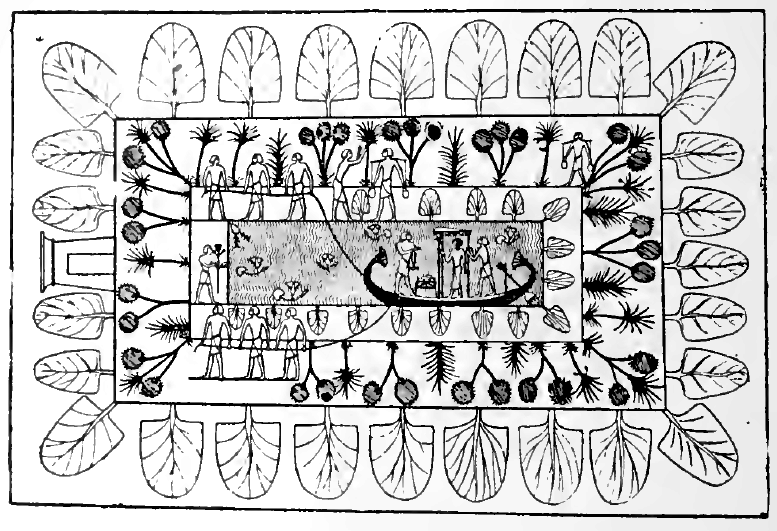
Bajorrelieve que muestra un jardín del Antiguo Egipto. Imagen del libro de G. Riata "L'art des Jardins".

Los primeros jardines en palacios aparecieron en Egipto con anterioridad al Imperio Medio. Eran de grandes dimensiones y se disponían siguiendo patrones geométricos. Sus estanques eran enormes y numerosos. En el II milenio a. C.., el lago del jardín del faraón Seneferu era tan grande que en él cabían barcos desplazados por veinte remeros.
Los faraones fueron, probablemente, los primeros en ordenar la construcción de los jardines. Bajo sus mandatos se diseñaron enormes paseos adornados con plantas, hierbas y árboles frutales traídos de todas las regiones limítrofes. Ellos mismos aportaban las plantas exóticas que crecían en sus campos y que, después, cultivaban en los jardines de sus templos y palacios.
Las plantas raras estaban de moda; tanto es así que se organizaban expediciones dedicadas, exclusivamente, a la búsqueda de las especies más exóticas y lejanas. Durante el reinado de la reina Hatshepsut de la XVIII dinastía, y de Ramsés III (1198-1166 a. C.) se  utilizaron tarros para transportar hasta Egipto las nuevas especies de árboles y flores descubiertas tras las conquistas de Libia, Siria y Cyrenia. Hatshepsut hizo traer treinta y un árboles de incienso para adornar sus jardines y terrazas. Tutmosis III hizo pintar, en los muros del templo de las Fiestas de Karnak, las numerosas plantas que había hecho traer de Asia. 

## Jardines ornamentales

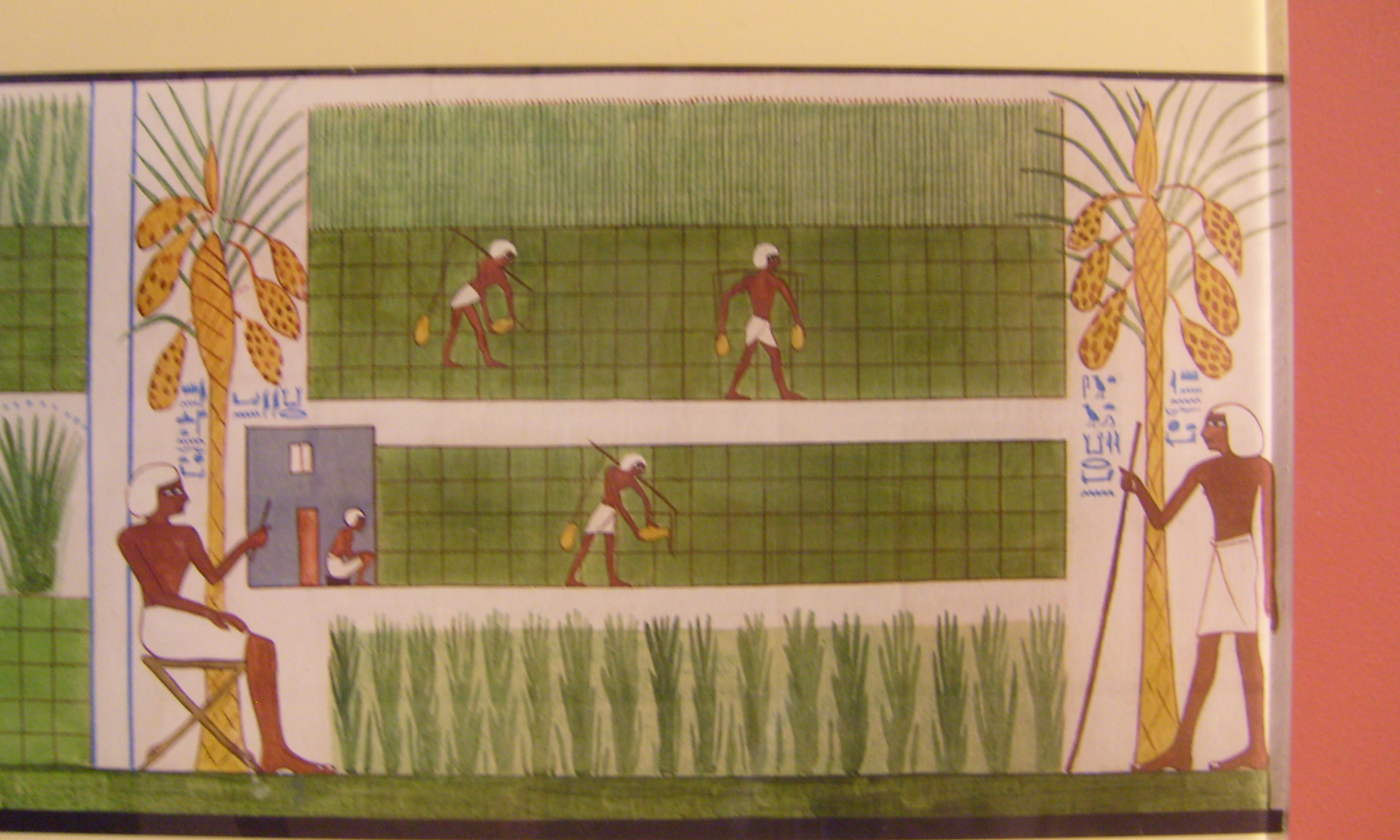
Jardines de Amón, en Karnak. Tumba del jardinero jefe Nakh. Principios del

A principios del Imperio Nuevo, los jardines particulares u ornamentales se convirtieron en una característica común de las residencias lujosas. Los paisajistas se inspiraban en los oasis y en el río con sus lotos y sus islas flotantes de papiros. Los primeros jardines individuales son, sin duda alguna, las construcciones privadas de los oasis artificiales. Según las pinturas de las tumbas de la Dinastía XVIII en Tebas (1552-1296 a. C.), los diseños de los jardines de aquella época seguían un mismo patrón. Se construía una terraza con un estanque central, normalmente cuadrado o rectangular, lleno de peces de colores, con plantas acuáticas y flores de loto en el agua y rodeando las orillas. Su lecho terminaba en pendiente y una escalera lateral permitía que los jardineros pudieran recoger agua para el riego. El conjunto se decoraba con numerosas estatuas y columnas. El estanque estaba rodeado a menudo por un muro perimetral o por una sucesión de columnas formando pérgolas por donde trepaba la vid, decorados con vistosas pinturas de figuras humanas y de fauna y flora, tales como amapolas yrosas.
Alrededor del estanque se disponían filas sucesivas de árboles. Poco a poco, estas plantaciones evolucionaron y se alinearon para que se facilitase el riego de las aguas proporcionadas por los canales. Las plantas se cortaban y plantaban cada vez más hábilmente, con el fin de que dieran sombra y fuera más productiva y fácil la recogida de sus frutos. Por medio de las pinturas murales se sabe qué tipo de plantas se cultivaban en estos jardines: sicomoros, duraznos, palmeras datileras, higueras, granados y tarayes, alternados con parterres.

## Jardines en templos

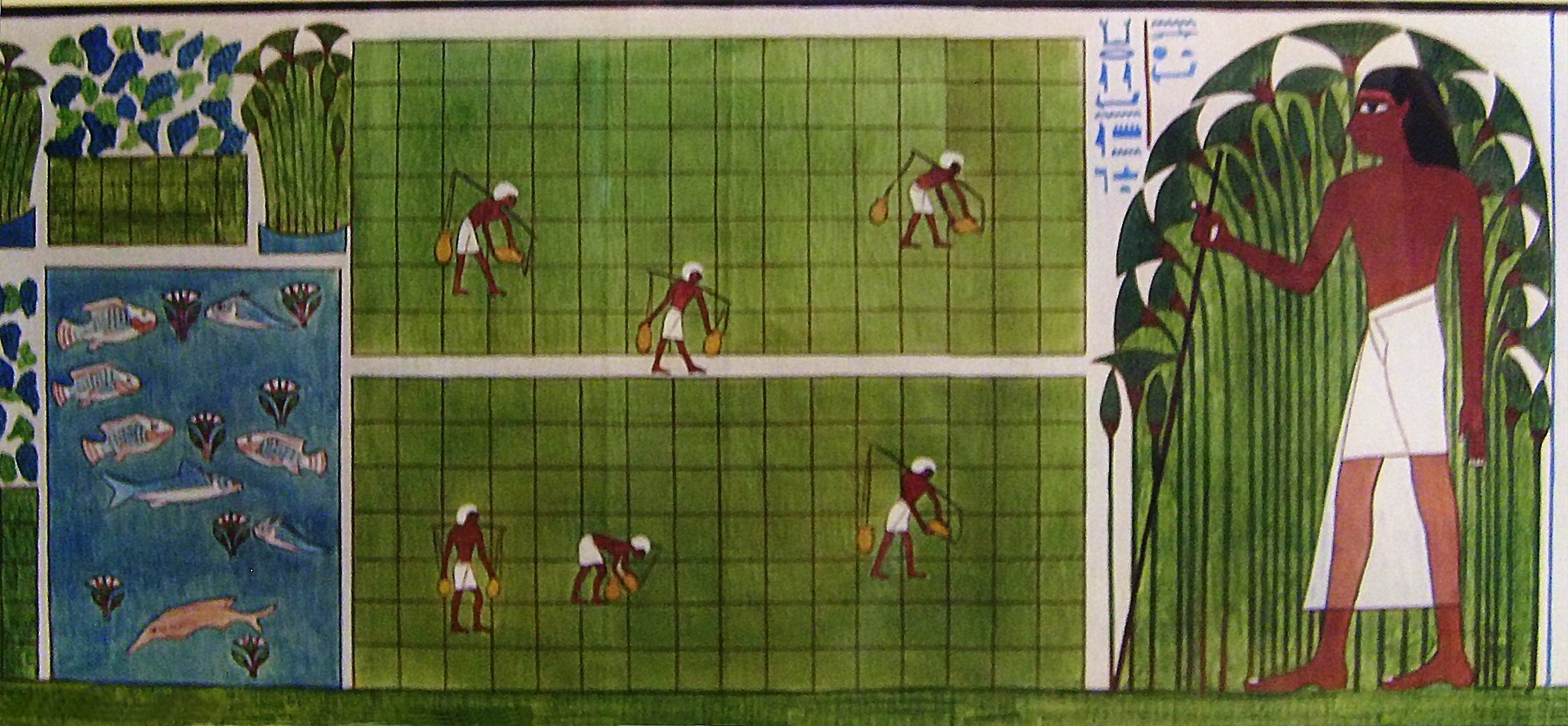
Jardines de Amón del templo de Karnak. Pintura de la tumba de Nakh, el jardinero jefe, principios del. Museos Reales de Arte e Historia, Bruselas.

Los templos tenían habitualmente jardines muy extensos.  El Templo de Amón en Karnak tuvo veintiséis huertos, junto con un primitivo jardín botánico, el cual albergaba, según una inscripción, "todo tipo de hermosas flores y plantas exóticas encontradas en las divinas tierras que Su Majestad ha conquistado."
Los salmos escritos en las paredes de algunas tumbas muestran que las ceremonias religiosas se centraban en los ciclos de la naturaleza y en los cambios de las estaciones. Los jardines de los templos frecuentemente tenían filas de higueras y sicomoros (el árbol sagrado a la diosa Hathor), tarayes, sauces o palmeras. Las hileras de árboles a menudo se extendían varios kilómetros conectando diversos templos entre sí. Asimismo, los propios santuarios también poseían en su recinto explanadas cultivadas con árboles. Cuando se plantaban lejos del río, debían cavarse pozos de hasta diez metros de profundidad para alcanzar el agua de riego.  Durante el reinado de Amenofis III, algunos templos se consagraron a una diosa con forma de árbol, cuyo tronco era el cuerpo y las ramas, los brazos. Se creía que esta diosa llevaba agua a los muertos, saciando su sed.
A menudo los jardines de los templos eran el hogar de los animales sagrados de los dioses, como el ibis y el babuino.   Las flores formaban parte  de las ceremonias religiosas durante el culto al dios Amón.
En estos huertos también se cultivaban hierbas medicinales y especias como el comino, la mejorana, el anís y el cilantro.

## Jardines funerarios

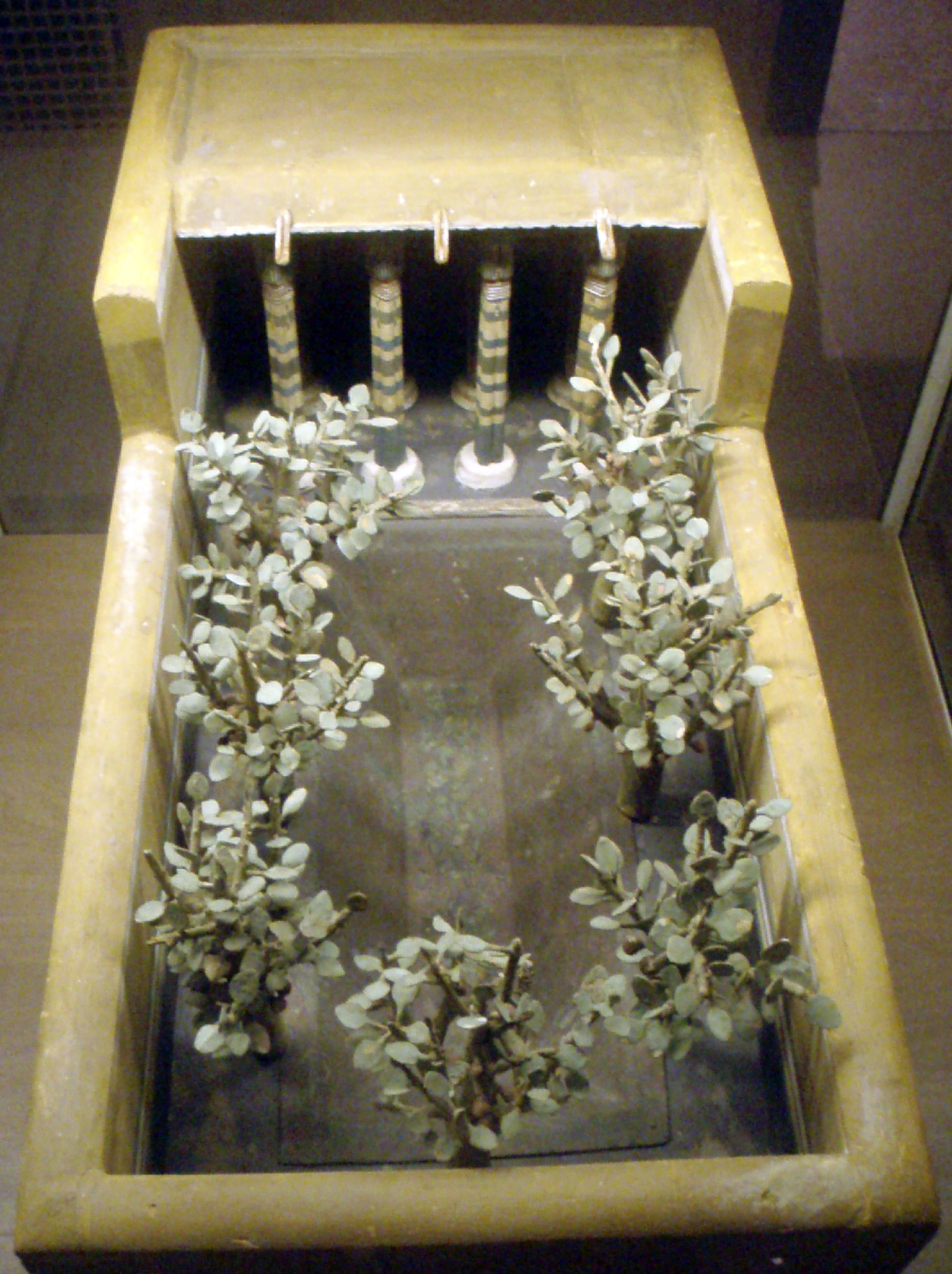
Maqueta funeraria de un jardín, hecha en madera estucada y pintada, originaria de Tebas. Dinastía XI de Egipto (aproximadamente 2009–1998 a. C.)

Los jardines funerarios eran maquetas en miniatura  de los jardines domésticos que se depositaban en las tumbas.   Normalmente consistían en una pequeña casa cuadrada o pabellón con columnas de madera, rodeados por un muro. En su interior había un estanque bordeado por una fila de árboles. Su aspecto se asemejaba a los quioscos de los propios jardines, donde el dueño jugaba a las damas o se relajaba. Los muertos se solían enterrar rodeados de los objetos  que habían poseído en vida; por tanto se esperaba que  continuaran disfrutando también de sus jardines en el más allá. En una tumba se encontró una inscripción que decía:  "Te paseas relajadamente por la agradable orilla de tu estanque; tu corazón se regocija con tus árboles y se refresca bajo tus sicomoros; está satisfecho con el agua de los pozos que construiste para que durasen eternamente."

## Especies más habituales de árboles y plantas
Los árboles de los jardines egipcios se destinaban a producir frutos y a proporcionar sombra. En los jardines de Ineni, el arquitecto del faraón Tutmosis I (1504-1492 a. C.), se encontraron hasta diecinueve especies diferentes de árboles.  El taray de flores rosáceas, la acacia y el sauce eran los más comunes. El sicomoro (Ficus sycomorus) y el taray o tamarisco (Tamarix) se plantaban en ocasiones frente a los templos, como en el Templo de Nebhepetra, de la Dinastía XI. 
Los Antiguos Egipcios cultivaron el sicomoro desde tiempos predinásticos, y en gran cantidad a partir del inicio del III milenio a. C. Se creía que era el antiguo Árbol de la Vida egipcio, plantado en el umbral entre la vida y la muerte. Zohary y Hopf describen que "la fruta y la madera, y en ocasiones incluso las ramas, están abundantemente representadas en las tumbas de los Imperios Antiguo, Medio y Nuevo egipcios." Los sarcófagos de algunas momias están hechas con la madera de este árbol.
Los árboles frutales más comunes eran la palmera datilera, la higuera y la palmera dum (Crucifera thebaica). La persea se consideraba sagrada, y se encontraba tanto en los jardines de los templos como en los residenciales.  El granado se introdujo durante el Imperio Nuevo, y era muy apreciado por su aroma y color.   Otros frutos que se plantaban en los jardines eran la azufaifa, la aceituna y el melocotón.
Los vegetales se cultivaban para el consumo o para las ceremonias. La lechuga romana se consideraba sagrada y se relacionaba con Min, el dios de la fertilidad, puesto que se pensaba que era un potente afrodisíaco. La uva se empleaba para hacer pasas y vino. En las pinturas de algunas tumbas se muestra que a veces se plantabanparras con pérgolas para proporcionar sombra al jardín.
Las flores se cultivaban para hacer ramos decorativos y para su uso en ceremonias religiosas. Las más comunes eran la mandrágora, la margarita, el crisantemo, la  anémona, la amapola, el jazmín y la rosa. Los estanques egipcios y sus lechos se decoraban a menudo con lotos blancos y azules, y con papiros.
Las plantas aromáticas y medicinales se utilizaban como ofrenda y como componentes de las pociones médicas u oferentes.

## Galería de especies

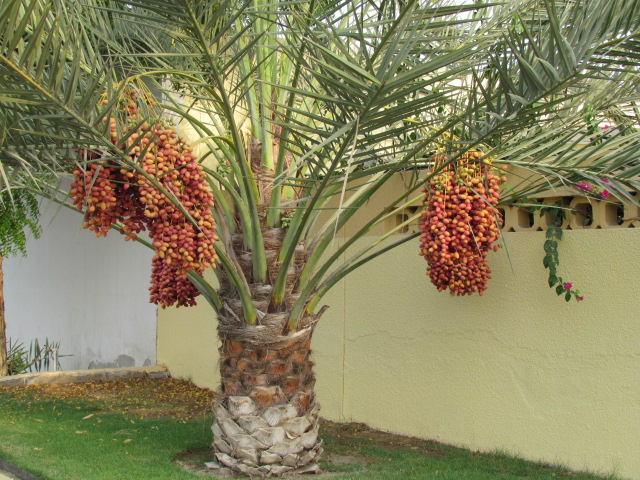
La palmera datilera, usada por los antiguos egipcios tanto para el consumo de sus frutos como para hacer vino. Los egipcios aprendieron a polinizarla manualmente.
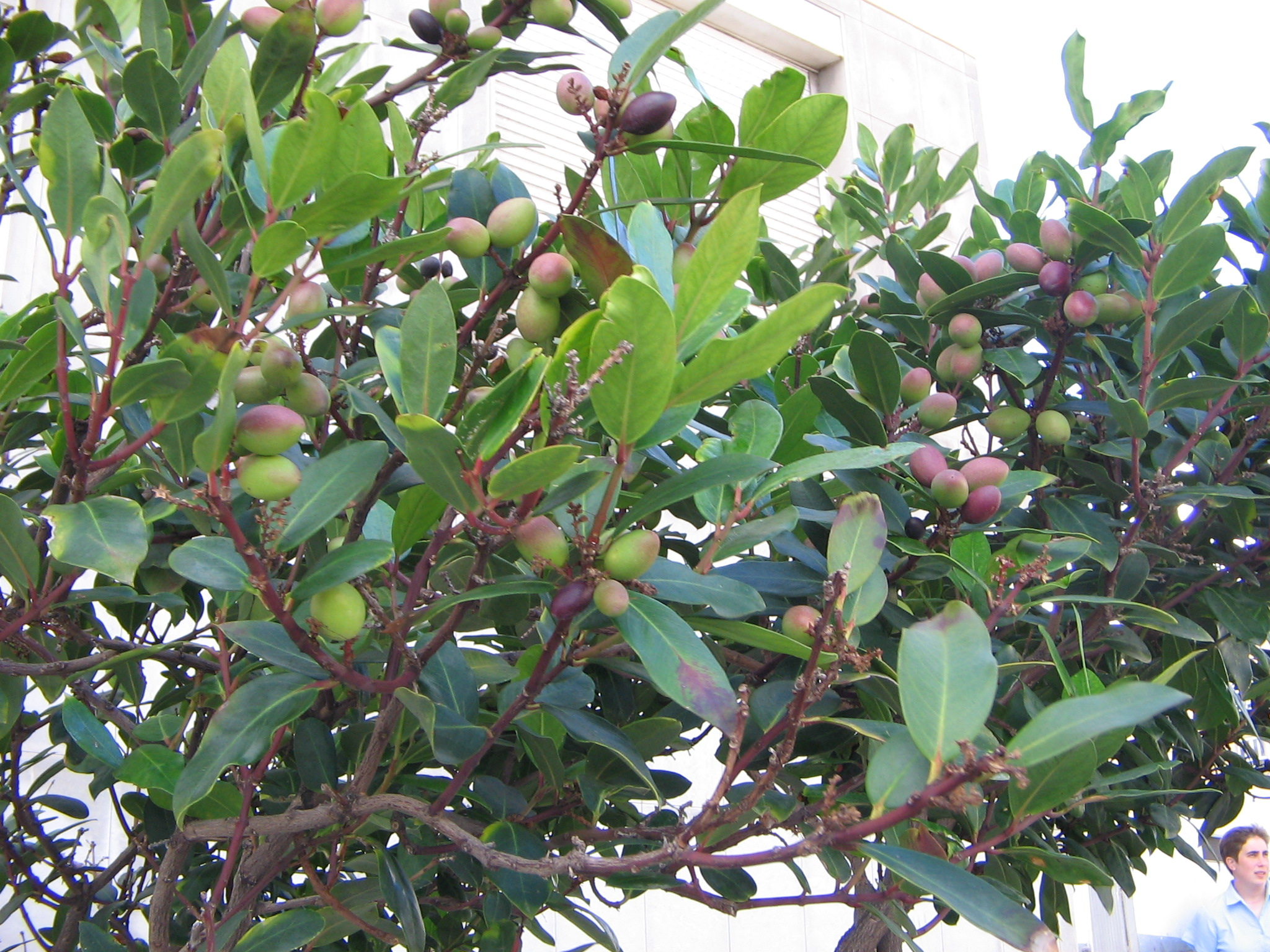
El viñátigo (Persea indica), de la misma familia que el aguacate, antiguamente común en Egipto y actualmente desaparecida, puede encontrarse hoy en día en las Azores y en las islas Canarias.
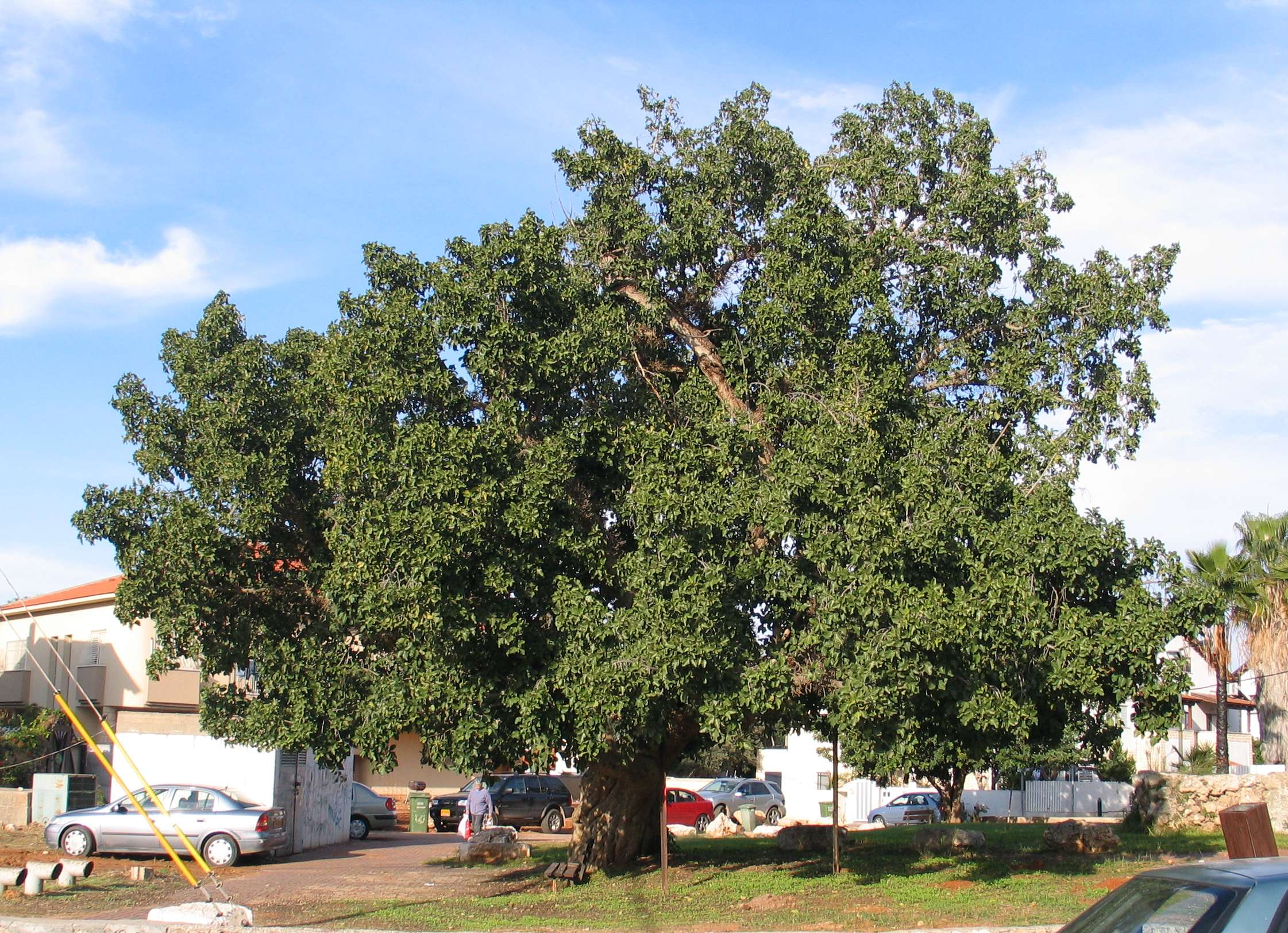
El sicomoro (Ficus sycomorus) se plantaba habitualmente en los templos. Su uso era el de proporcionar sombra y su madera se empleaba en la fabricación de sarcófagos para momias.
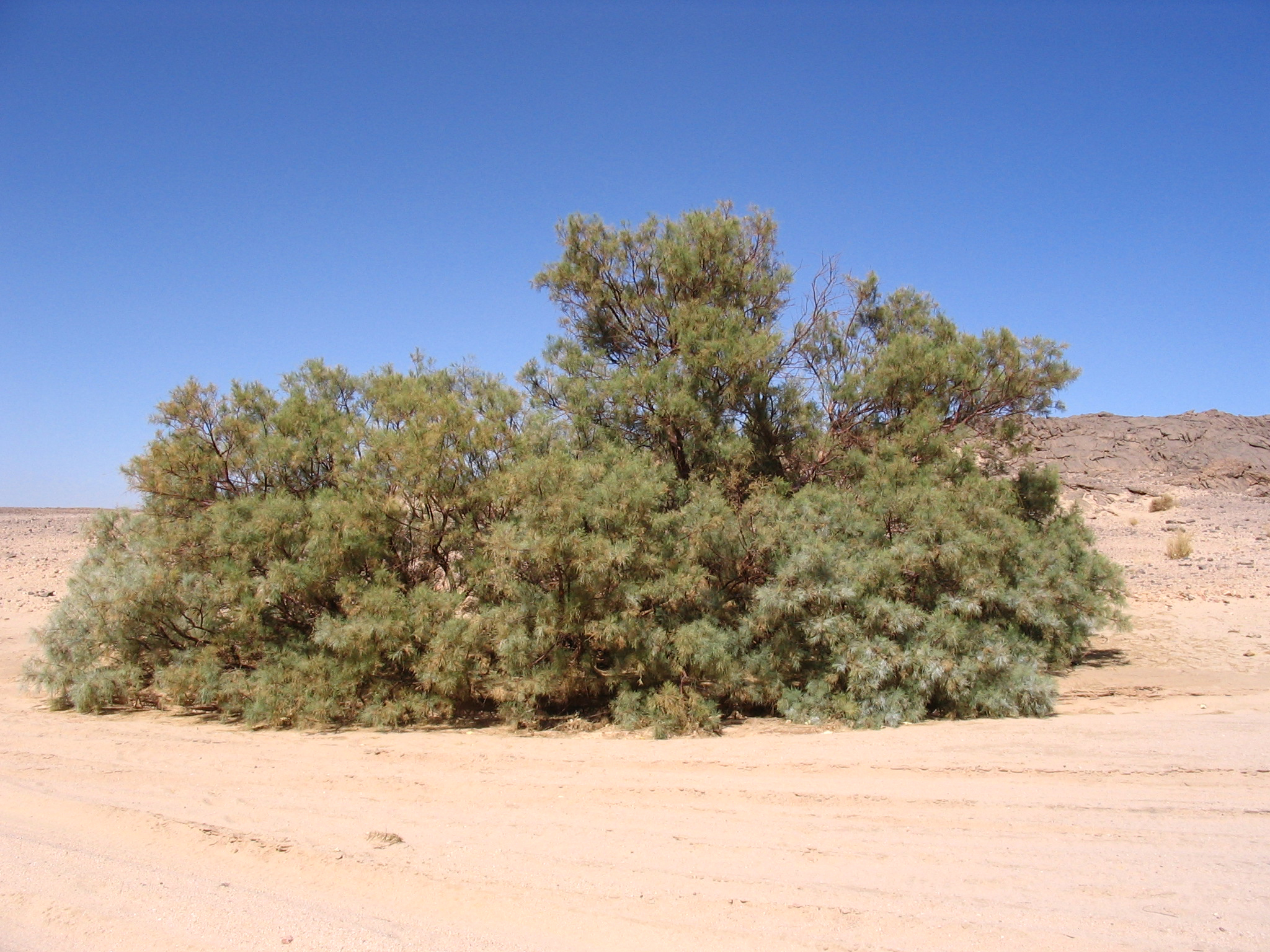
Taray o tamarisco (Tamarix), usado para proporcionar sombra.
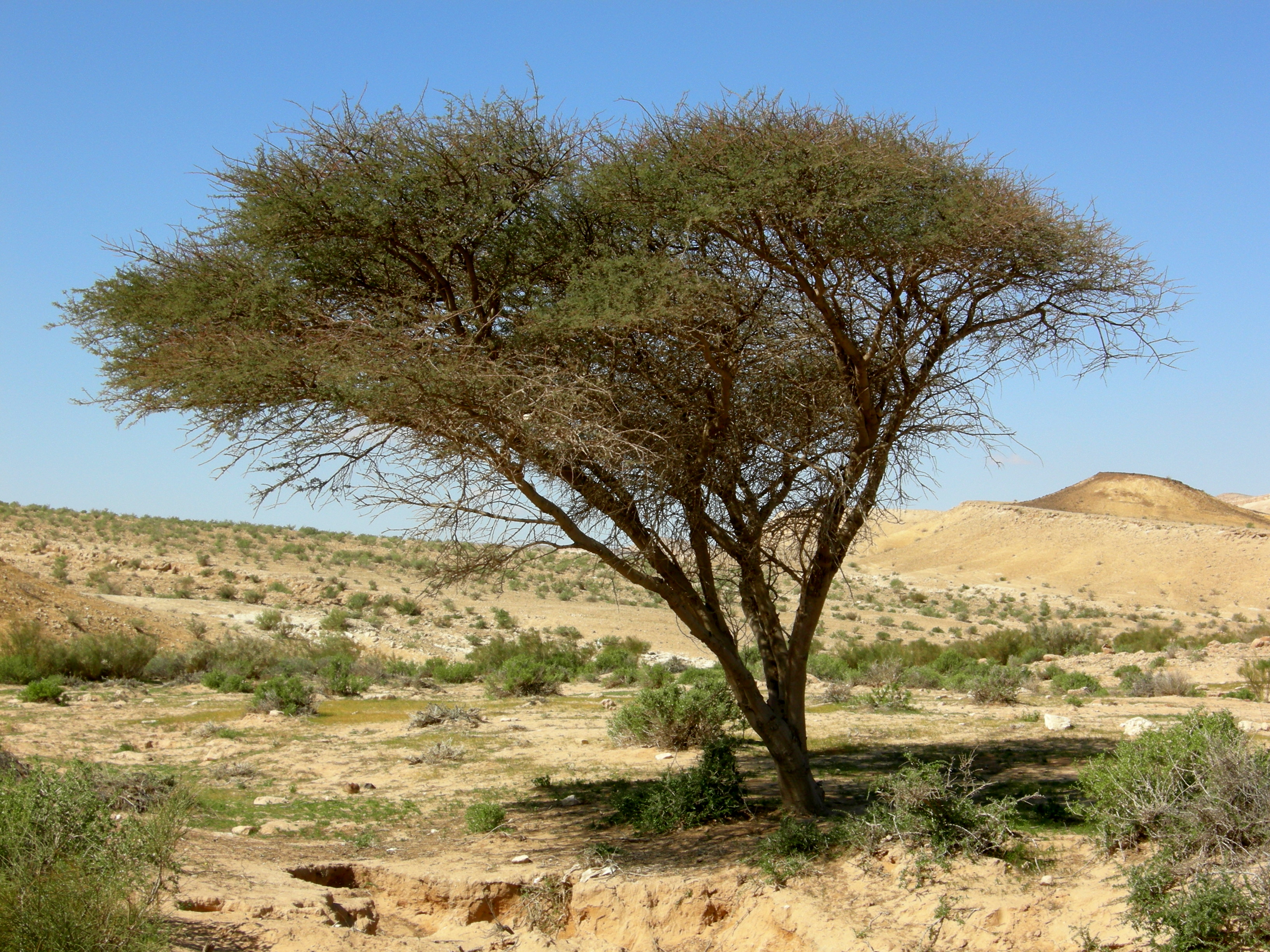
La acacia se asociaba a Iusaaset, una diosa primigenia en la mitología egipcia.
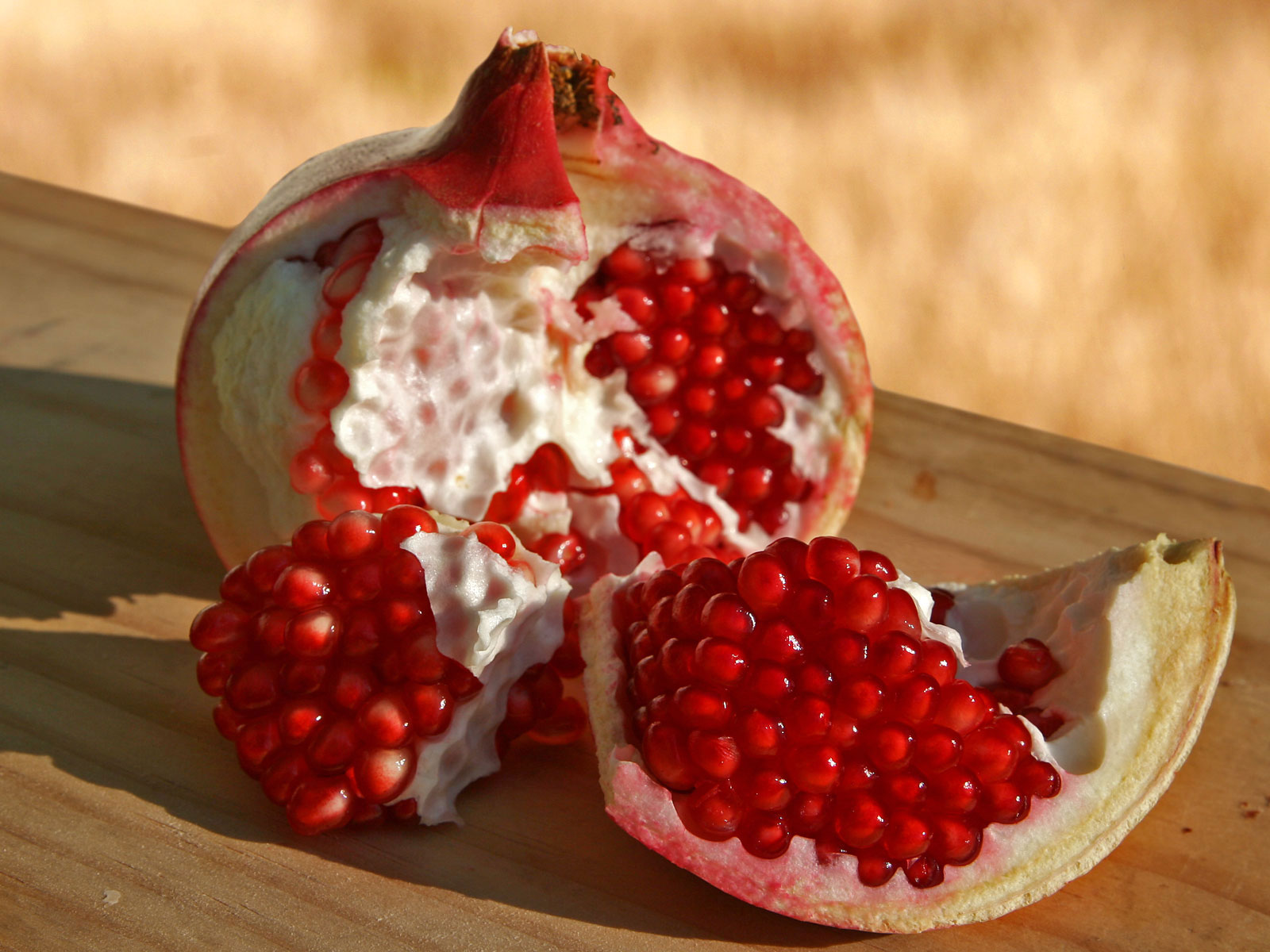
Granada o fruto del granado, introducido durante el Imperio Nuevo, usado como medicamento contra diversas infecciones de lombriz solitaria.
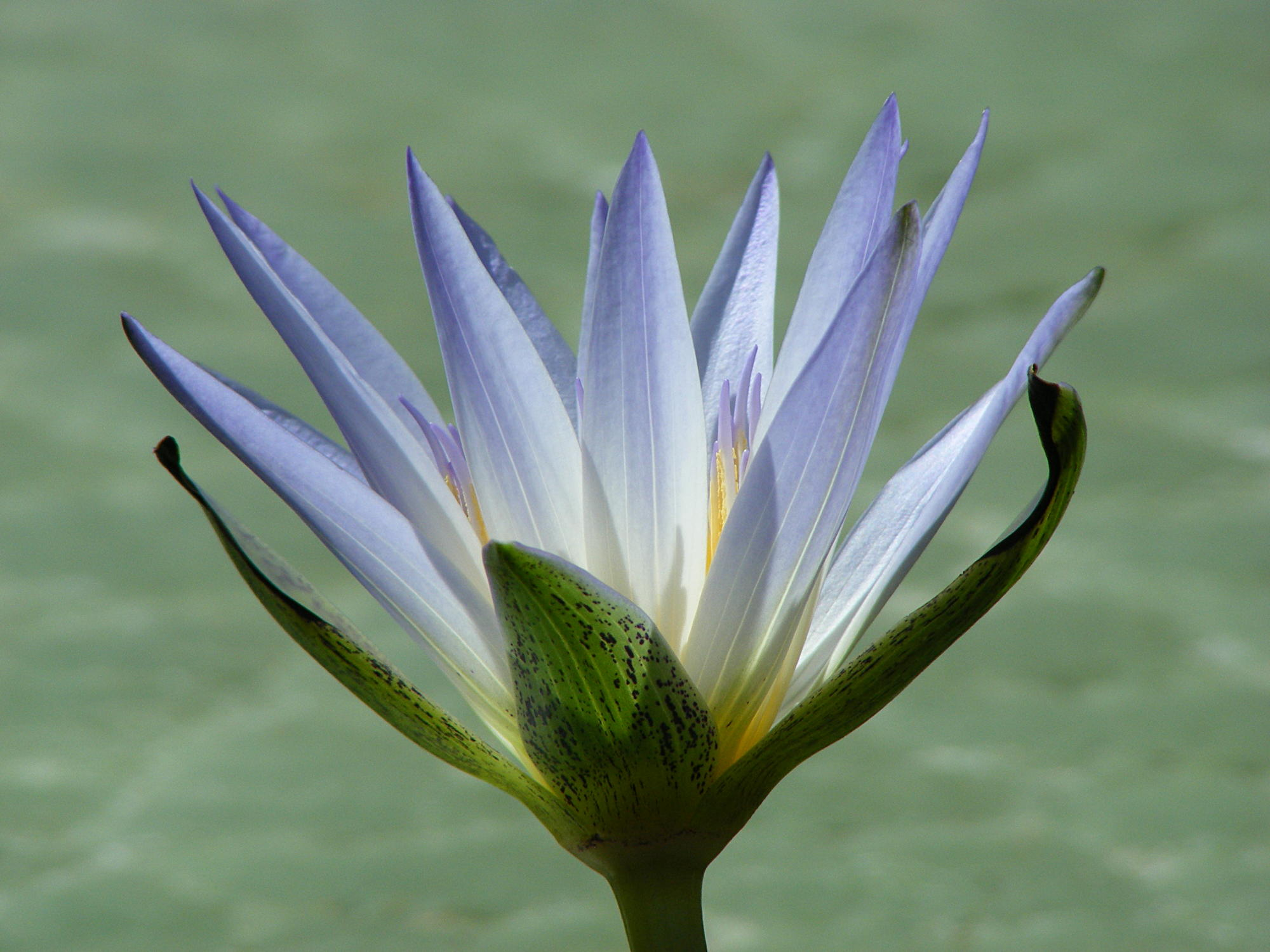
El loto azul egipcio se encontraba en los estanques de los jardines.
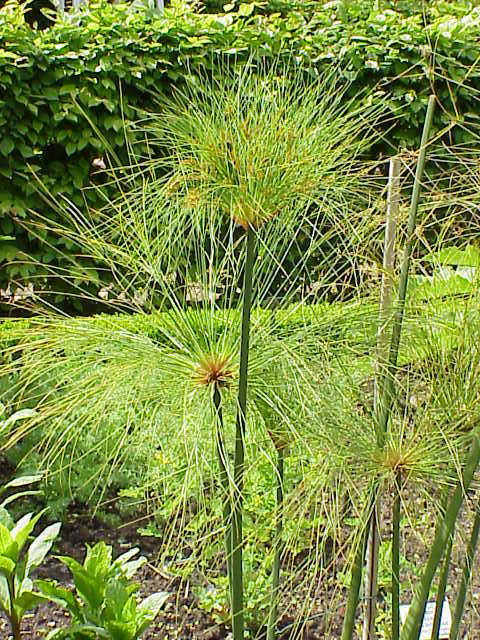
El papiro (Cyperus papyrus) se empleaba como material de escritura, para la fabricación de botes e incluso para su consumo.

## Estanques y albercas

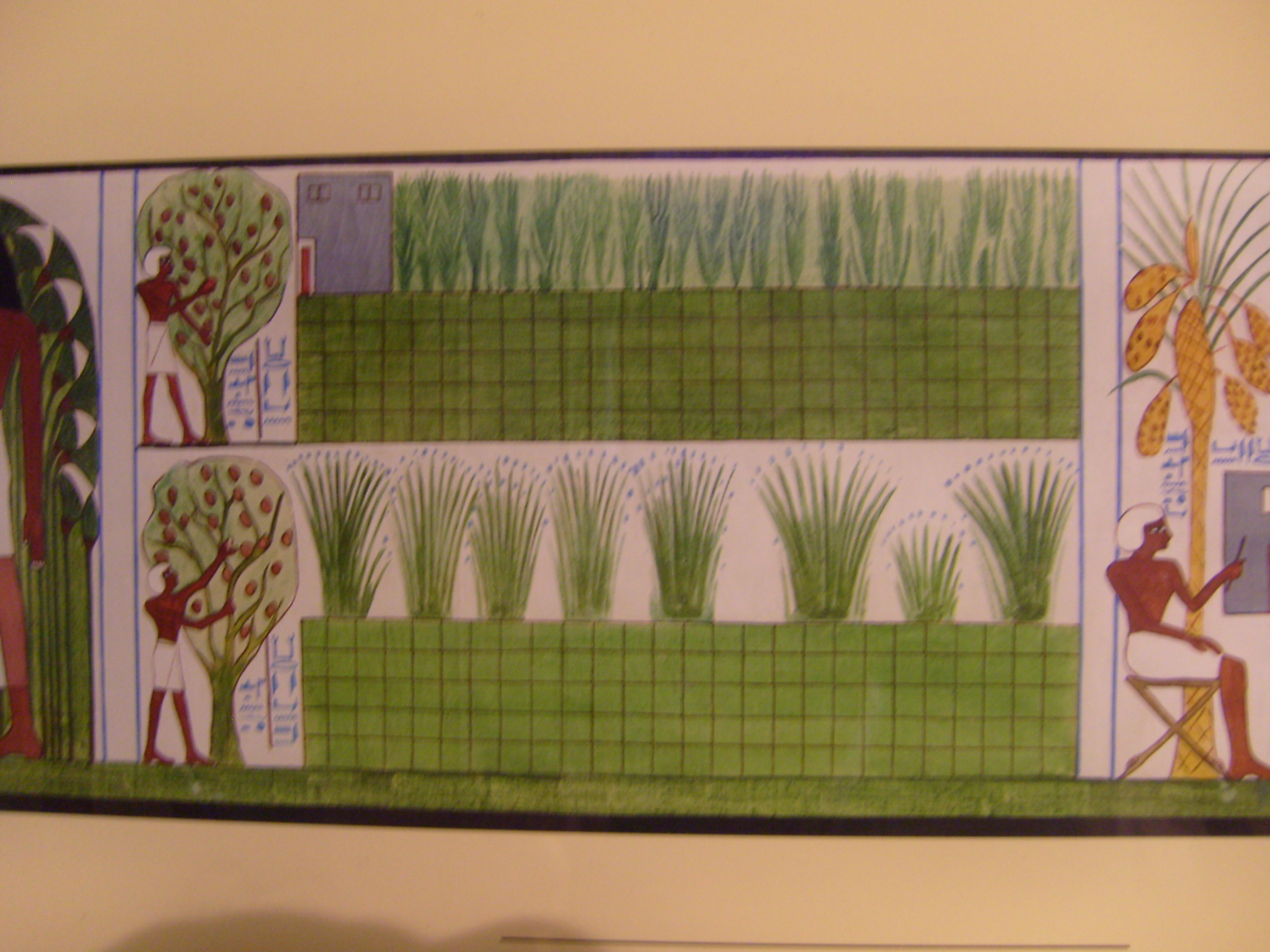
Recolección de los frutos del granado en los jardines de Amón, en el templo de Karnak. Pintura de la tumba de Nakh, el jardinero jefe. Principios del. Museos Reales de Arte e Historia, Bruselas

Los estanques y las albercas eran una característica común  de los jardines residenciales  de la clase dirigente y adinerada  del Antiguo Egipto, como se muestra en multitud de pinturas de tumbas.  A veces el estanque tenía forma de T, con un ramal conectado al río o a un canal, como en el jardín del Templo de Hatshepsut en Deir el-Bahari.  El agua normalmente era elevada desde el río manualmente o bien utilizando un cigoñal o shadouf.   En su interior se criaban peces destinados al consumo o a la decoración del mismo.  También eran el hogar de diversas especies de aves acuáticas durante sus migraciones.
El loto blanco y el loto azul se cultivaban con fines decorativos y para su uso en las ceremonias religiosas. Se sabe que el papiro se plantaba en Deir el-Bahari. Más tarde, durante la ocupación persa, se introdujo el loto rosa en Egipto. 

## Sombra, color y aroma
La sombra era un importante atractivo del jardín, proporcionada por los árboles y por las parras de uva suspendidas entre columnas. Shaw y Nicholson describen en relación con estos vergeles que  "la sensación general sería la de una sombra fresca, con la fragancia intensa de las flores y los árboles.  Los jardines son por ello un escenario habitual en las fábulas románticas egipcias."

## La jardinería en el Antiguo Egipto
África no solo debe su reconocimiento por haber sido el origen de la humanidad, sino que también es uno de los lugares en los que comenzó la jardinería. En Egipto esta disciplina cuenta con más de 5.000 años de antigüedad.
La jardinería era un oficio muy arduo en el Antiguo Egipto. Los jardines necesitaban un riego continuo con agua transportada y elevada manualmente. También precisaban del desbroce de las malas hierbas y de una atención constante,  incluyendo la reproducción artificial de la palmera datilera, lo cual requería una gran habilidad. Asimismo, se hacían grandes esfuerzos para evitar que los pájaros se comieran los cultivos. En este sentido, se idearon ingeniosas trampas para atrapar a las aves invasoras.